# Mikhaïl Ivanov (water-polo)
Pour les articles homonymes, voir Mikhaïl Ivanov.
Mikhaïl Vladimirovitch Ivanov (en russe : Михаил Владимирович Иванов), né le 18 avril 1958 à Moscou, est un joueur de water-polo international soviétique. Il remporte la médaille d'or lors des Jeux olympiques d'été de 1980 à Moscou ainsi qu'une médaille de bronze en 1988 à Séoul.

## Palmarès

### En sélection
- Union soviétique
  - Jeux olympiques :
    - Médaille d'or : 1980.
    - Médaille de bronze : 1988.